# Pralja, Sjenica
Pralja (izvirno srbsko Праља) je naselje v Srbiji, ki upravno spada pod Občino Sjenica; slednja pa je del Zlatiborskega upravnega okraja.

## Demografija
V naselju, katerega izvirno (srbsko-cirilično) ime je Праља, živi 10 polnoletnih prebivalcev, pri čemer je njihova povprečna starost 35,7 let (30,4 pri moških in 41,8 pri ženskah). Naselje ima 3 gospodinjstev, pri čemer je povprečno število članov na gospodinjstvo 5,67.
To naselje je popolnoma srbsko (glede na rezultate popisa iz leta 2002), a v času zadnjih 3 popisov je opazen porast števila prebivalcev.
|  |

| Demografija | Demografija     | Demografija     |
| Leto        | Št. prebivalcev | Št. prebivalcev |
| ----------- | --------------- | --------------- |
|             |                 |                 |
|             |                 |                 |
|             |                 |                 |
|             |                 |                 |
| 1948        | 180             |                 |
| 1953        | 135             |                 |
| 1961        | 45              |                 |
| 1971        | 40              |                 |
| 1981        | 13              |                 |
| 1991        | 14              | 14              |
| 2002        | 17              | 17              |
|             |                 |                 |

| Etnična sestava po popisu iz leta 2002 | Etnična sestava po popisu iz leta 2002 | Etnična sestava po popisu iz leta 2002 | Etnična sestava po popisu iz leta 2002 | Etnična sestava po popisu iz leta 2002 |
| -------------------------------------- | -------------------------------------- | -------------------------------------- | -------------------------------------- | -------------------------------------- |
| Srbi                                   | Srbi                                   |                                        | 17                                     | 100,0%                                 |
| Neznano                                | Neznano                                |                                        | 0                                      | 0,0%                                   |